# 2-オクチルシアノアクリレート
2-オクチルシアノアクリレートは医療用接着剤として使用されるシアノアクリル酸エステルである(商標 Dermabondで知られている)。それはオクチルシアノアクリレートと密接に関連している。